# Jamaat Tabligh
Jamaat Tabligh ( Urdu: تبلیغی جماعت, Arabo: جماعة التبليغ, Inglese: Society for spreading faith ) è un'organizzazione religiosa transnazionale ripresa nel 1926 da Muhammad Ilyas al-Kandhlawi in India. L'obiettivo principale del movimento è la riforma spirituale islamica, lavorando a livello di base e raggiungendo tutti i Musulmani di ogni grado sociale e livello economico per portarli più vicino alla pratica di Maometto.
La Jamaat Tabligh nasce da una costola del Movimento deobandi. La sua nascita viene vista come una risposta ai movimenti di riforma indù, che venivano considerati una minaccia per i Musulmani vulnerabili e non praticanti. La Jamaat Tabligh si è estesa, dal livello locale a quello nazionale, fino a diventare un movimento transnazionale ed ora ha seguaci in oltre 150 paesi.
La Jamaat Tabligh è apolitica e non ha segue alcuna scuola di Fiqh particolare, così da evitare controversie che derivano da queste affiliazioni.
Anche se la Jamaat Tabligh emerge dalla scuola deobandi di fiqh hanafita, non è stata approvata nessuna interpretazione particolare dell'Islam alla nascita del movimento.
La Jamaat Tabligh ha evitato media elettronici e ha rafforzato una comunicazione personale di proselitismo. Gli insegnamenti della Jamaat Tabligh sono principalmente rudimentali e si fondano soprattutto sui sei principi di Muhammad Ilyas.
Nonostante la sua posizione pacifista, la Jamaat Tabligh è apparsa in numerose indagini sul terrorismo. Sul ruolo della Jamaat Tabligh come trampolino di lancio per le organizzazioni terroristiche si è indagato più volte, ma non ci sono prove che la Jamaat Tabligh agisca deliberatamente come braccio di reclutamento per organizzazioni islamiche militanti.
La Jamaat Tabligh ha attirato l'attenzione dei media, quando ha annunciato i piani per la costruzione della più grande Moschea d'Europa, che voleva costruire a Londra, nel Regno Unito.

## Storia

### Origine
La Jamaat Tabligh è nata nel 1926 a Mewat, nel nord dell'India, che era una zona abitata da tribù Rajput, conosciute come Meos. A quel tempo, i leader Musulmani indiani avevano paura che i Musulmani avrebbero perso la loro identità religiosa a causa della maggioranza indù.
Ci sono numerose prove che diversi Meos si sono convertiti all'Islam, successivamente riconvertiti all'induismo quando il potere politico Musulmano ha iniziato a diminuire nella regione.
I meos erano Musulmani arretrati prima della nascita della Jamaat Tabligh, ai quali mancava l'acume necessario per resistere all'influenza culturale e religiosa degli indù.
Muhammad Ilyas, il fondatore della Jamaat Tabligh, ha voluto fondare un movimento che mettesse in pratica il dettame coranico "seguire il bene e proibire il male".
L'ispirazione per dedicare la sua vita all'Islam è venuta ad Ilyas nel secondo pellegrinaggio nell'Hejaz, avvenuto nel 1926. Inizialmente si sforzò per creare una rete di Moschee con scuole coraniche per educare i Musulmani Mewati e spingerli a correggere le loro credenze e pratiche islamiche.
Poco dopo, è stato deluso dalla realtà che queste istituzioni islamiche producessero funzionari religiosi, ma non predicatori.
Allora, ha abbandonato la professione di insegnante presso la Madrasah Mazharul Ulum a Saharanpur e ha iniziato la sua vita come missionario. Si è trasferito a Nizamuddin vicino a Delhi, dove questo movimento è stato lanciato ufficialmente nel 1926. Quando ha fatto le linee guida per il movimento, ha cercato ispirazione dalle pratiche adottate da Maometto agli albori dell'Islam.
Muhammad Ilyas ha seguito lo slogan urdu: "!اﮮ مسلمانو! مسلمان بنو "O Musulmani, siate Musulmani".
Questo slogan esprime il punto centrale della Jamaat Tabligh; il loro obiettivo è quello di rinnovare la società Musulmana, spingendola ad abbracciare lo stile di vita di Maometto.
Il movimento ha avuto un seguito fenomenale in un periodo relativamente breve e quasi 25.000 persone hanno partecipato alla conferenza annuale nel Novembre 1941.

### Espansione
Il gruppo ha iniziato ad espandere la propria attività nel 1946, e nel giro di due decenni ha raggiunto l'Asia sud-occidentale, il Sud-Est asiatico, l'Africa, l'Europa ed il Nord America.
L'avversione della Jamaat Tabligh verso la politica le ha consentito di lavorare in società in cui i gruppi religiosi politicamente attivi subivano forti limitazioni.
Inizialmente il gruppo è espanso fino a raggiungere la diaspora del sud-est asiatico, prima nei paesi arabi e poi nel sud-est asiatico.
Le prime missioni sono state mandate nell'Hejaz ed in Gran Bretagna nel 1946. Prima di entrare in Europa, il movimento si è stabilito negli Stati Uniti. Successivamente, ha stabilito una forte presenza in Europa durante gli anni '70-80. La costruzione della Markazi Masjid a Dewsbury, in Inghilterra, iniziata nel 1978, è diventata successivamente il quartier generale europeo della Jamaat Tabligh.
Questo centro ospita uno dei maggiori incontri annuali, generalmente nella stessa Dewsbury. È stata anche costruita una madrasah, chiamata "Istituto di Educazione Islamica".
Introdotto in Francia negli anni '60, ha visto una rapida crescita negli anni '70-80. Attualmente la Jamaat Tabligh conta circa 100.000 seguaci ed è rappresentata nel Consiglio Francese del Culto Musulmano.
Comunque, il Regno Unito è l'obiettivo principale del movimento in Occidente, soprattutto a causa della grande popolazione dell'Asia meridionale che ha cominciato ad emigrare verso il Regno Unito negli anni '60-70. Nel 2007, i membri della Jamaat Tabligh si trovavano in 600 città della Gran Bretagna ed avevano 1.350 moschee.
Dopo il collasso dell'Unione Sovietica nel 1991, il movimento ha compiuto incursioni nell'Asia centrale. Nel 2007 si stima che vi siano 10.000 membri della Jamaat Tabligh solo nel Kyrgyzstan. L'FBI ritiene che siano circa 50.000 i membri della Jamaat Tabligh attivi negli Stati Uniti. Nel 2008 l'organizzazione era presente in circa 213 paesi ed aveva tra i 100 ed i 150 milioni di seguaci nel mondo, diventando il più grande movimento islamico a livello mondiale. Tuttavia, la presenza maggioritaria si trova in Asia meridionale.

## Credenze ed obiettivi
Seguendo i fondamenti dell'Islam sunnita, ogni membro è autorizzato a seguire il proprio Fiqh, purché non si discosti dall'Islam sunnita. La Jamaat Tabligh definisce il suo obiettivo rifacendosi al concetto di daʿwah, che letteralmente significa chiamata e consiste in un invito ad agire. Nel contesto religioso, implica una chiamata alla preghiera e può anche riferirsi ad una missione.
La Jamaat Tabligh interpreta la daʿwahh come la diffusione del bene e la proibizione del male e definisce il suo obiettivo seguendo due Versetti coranici che si riferiscono a questa missione, i Versetti in questione sono i seguenti:
33. Chi mai proferisce parola migliore di colui che invita ad Allah, e compie il bene e dice: “Sì, io sono uno dei Musulmani”?
Surah n.41 Versetto n.33
104. Sorga tra voi una comunità che inviti al bene, raccomandi le buone consuetudini e proibisca ciò che è riprovevole.
Ecco coloro che prospereranno.
Surah n.3 Versetto n.104
La Jamaat Tabligh incoraggia tutti a soddisfare il requisito della daʿwahh islamica, anche se la persona ha forti lacune religiose. Questa è una delle differenze principali rispetto ad altri movimenti islamici che sono gestiti da Sapienti ed estendono i loro ruoli di leadership a Sapienti religiosi. La Jamaat Tabligh nega anche l'idea che un'alta conoscenza islamica ed una buona etica siano pre-requisiti per il proselitismo; promuovendo la daʿwahh come meccanismo di auto-riforma.
Il solo obiettivo della Jamaat Tabligh, dichiarato nella maggior parte dei loro sermoni, è che i Musulmani adottino ed invitino ad uno stile di vita islamico, rappresentato da Muhammad, nella sua perfezione. Incoraggiano i Musulmani a dedicare parte del loro tempo nella routine quotidiana ad attività Tabligh, così da armonizzare il resto della routine con uno stile di vita islamico.
Sostengono che il modo migliore per imparare è quello di insegnare ed incoraggiare altri.
L'etica Tabligh scoraggia l'arricchimento sociale nei rituali e nelle cerimonie che avvengono spesso in Asia meridionale. Per esempio, nelle congregazioni annuali ed in altre riunioni di massa, vi sono decine di matrimoni senza celebrazioni costose.

### Sei principi
Muhammad Ilyas si è dedicato a quella che ha descritto come "la missione dei Profeti". Il metodo che ha adottato era molto semplice. È stato quello di organizzare unità(chiamate jamaats, in arabo: جماعتِ, che significa assemblea)di almeno dieci persone ed inviarle in vari villaggi. Questa jamaat unita, visitava un villaggio, invitava i Musulmani a riunirsi nella Moschea e presentava il loro messaggio nella forma dei sei principi.
Muhammad Ilyas ha articolato i "Sei Principi" che sono l'essenza degli insegnamenti della Jamaat Tabligh. Questi sei principi sono:
1. Kalmah: Un articolo di fede attraverso il quale i Tabligh accettano che non esiste altra divinità all'infuori di Allah e che Maometto è l'ultimo dei Profeti.
2. Salah: Le cinque preghiere quotidiane, che sono essenziali per l'elevazione spirituale, la pietà ed una vita libera dai mali del mondo materiale
3. 'Ilm e Dhikr: La conoscenza ed il ricordo di Allah, condotte in assemblee in cui la gente ascolta la predicazione dell'emiro, esegue le Preghiere, recita il Corano e legge gli Hadith. La congregazione utilizza queste sessioni anche per mangiare insieme, favorendo in questo modo un senso di comunità e di identità
4. Ikraam-e-Muslim(Akhlaq): Trattare i fedeli Musulmani con onore e deferenza
5. Tas'hih-i-Niyyat: Riformare la propria vita nella supplica ad Allah eseguendo ogni azione umana per amore di Allah e verso l'obiettivo dell'auto-trasformazione
6. Dawt'o' Tableegh(daʿwahh): Risparmiare tempo per vivere una vita basata sulla fede imparando le sue virtù, seguendo le orme del Profeta, e portando il suo messaggio porta a porta per il bene della fede

## Organizzazione
La Jamaat Tabligh segue una struttura organizzativa informale e mantiene un profilo istituzionale introverso. Mantiene distanza dai mass-media ed evita di pubblicare dettagli sulle sue attività e sull'appartenenza. Il gruppo esercita anche l'astinenza completa dall'esprimere opinioni di carattere politico.
Come organizzazione, la Jamaat Tabligh non cerca donazioni ed è in gran parte finanziata dai suoi membri anziani. Poiché non esiste un processo di registrazione formale, le statistiche esatte non sono note. Il movimento scoraggia le interviste e non ha mai rilasciato testi ufficiali. Anche se ci sono pubblicazioni associate con il movimento, in particolare di Zakariya Kandahalwi, non è mai stata data enfasi sull'apprendimento di un libro, bensì sulla comunicazione personale.
Una collezione di libri, di solito definiti come Tablighi Nisaab(Curriculum Tabligh)viene raccomandata dai membri anziani della Jamaat Tabligh per lettura generale. Tra questi libri vi sono in particolare: Hayatus Sahabah, Fazail-e-Amaal, Fazail-e-Sadqaat and Muntakhab-e-Ahadis.
Le attività dell'organizzazione vengono coordinate attraverso i centri e le sedi chiamate Markaz. La Jamaat Tabligh mantiene il suo quartier generale internazionale, chiamato Nizamuddin Markaz, nel distretto occidentale di Nizamuddin di Sud Delhi, in India, dove ha avuto origine il movimento.
Inoltre, ha quartier generali in oltre 213 paesi che coordinano le sue attività.
Questi centri organizzano il volontariato, persone per l'auto-finanziamento divise in gruppi(chiamati jamaats), in media 10-12 persone, per ricordare ai Musulmani di rimanere saldi sul sentiero di Dio. Queste jamaats e le missioni di predicazione sono autofinanziate dai loro membri.

### Leadership
L'Ameer è il titolo di leadership nella Jamaat Tabligh e l'attributo più ricercato è la qualità della fede, piuttosto che la posizione personale. L'Ameer viene nominato a vita dal Consiglio Centrale Consultivo(Shura)e dai membri anziani della Jamaat Tabligh.
Il primo Ameer, nonché fondatore, è stato Muhammad Ilyas, il secondo è stato suo figlio Muhammad Yusuf Kandhalawi ed il terzo è stato Inaam ul Hasan. Attualmente, c'è un consiglio di due persone - Zubair ul Hasan e Saad Kandhalawi - in qualità di Ameer.

## Attività e tradizioni
L'attivismo della Jamaat Tabligh è caratterizzato dall'ultimo dei sei principi. Questo principio, Tafrigh-i-Waqt(in italiano: Risparmio di tempo)giustifica il ritiro dal mondo, anche temporaneo, per viaggiare. Il viaggio viene visto come il metodo migliore di riforma personale ed è diventato un elemento emblematico dell'organizzazione. Descrivono il viaggio come una riduzione dei danni causati dalla vita mondana.
Il ritiro, viene in genere paragonato all'Hijrah, in cui Maometto ed i suoi Sahabah(in arabo: الصحابة)hanno lasciato il mondo mondano per questioni religiose e sono migrati nella città di Medina nel 622 D.C. Queste jamaats individuali, ognuna guidata da un Ameer, vengono mandate in ogni markaz(centro islamico)della città o del paese per ricordare alla gente di seguire il sentiero di Dio. La durata del lavoro dipende dalla discrezione di ogni jamaat. Un viaggio può durare una sera, un paio di giorni o anche di più.

### Khurūj- Tour di proselitismo
La Jamaat Tabligh incoraggia i suoi seguaci a seguire lo schema di trascorrere "una notte alla settimana, un week-end al mese, 40 giorni all'anno e 120 giorni almeno una volta nella vita impegnato in missioni Tabligh". Nel corso di questi viaggi, i membri sono generalmente vestiti di bianco, con abiti semplici e trasportano sacchi a pelo sulle spalle. I membri utilizzano le Moschee come loro base nel corso di questo viaggio, ma utilizzano Moschee particolari, conosciute per l'attività Tabligh. Queste Moschee in genere fanno una convocazione per i membri del quartiere.
Durante la loro permanenza, queste jamaats conducono un giro quotidiano, che consiste nel visitare quartiere vicini, preferibilmente con l'aiuto di una guida.
Invitano la gente a seguire la preghiera del Maghreb alla Moschea e dopo fanno un sermone, che riguarda principalmente i sei principi.
Invitano inoltre i partecipare a trascorrere del tempo nella Jamaat Tabligh per l'auto-riforma e la propagazione dell'Islam.
Generalmente, il ruolo assunto dai membri di queste jamaat può essere quello di predicatore, cuoco o personale delle pulizie. Tra i membri della Jamaat Tabligh, questo viene comunemente indicato come khidmat, che permette di aiutare i propri compagni e liberarli dagli impegni Tabligh.
I ruoli dei membri della Jamaat vengono assegnati giornalmente. Il Markaz tiene traccia di ogni Jamaat e dei suoi membri; la loro identità viene verificata dalla Moschea di provenienza di ognuno.
Le Moschee vengono utilizzate per assistere le attività della Jamaat Tabligh e dell'individuo che volontariamente intraprende missioni di predicazione.
I membri di una Jamaat, idealmente, pagano le proprie spese, così da evitare la dipendenza finanziaria da qualcuno.

### Ijtema- Incontro annuale
Un incontro annuale dei seguaci, chiamato ijtema, viene convocato presso la sede dei rispettivi paesi. Un ijtema tipico dura tre giorni e si conclude con una preghiera molto lunga. Questi raduni vengono considerati come momenti di intensa benedizione da parte dei membri della Jamaat Tabligh ed in alcuni paesi riescono ad attirare oltre 2 milioni di persone. I più grandi raduni annuali si svolgono in India, Pakistan e Bangladesh. Il meeting bengalese, chiamato Bishwa Ijtema(Incontro mondiale), porta seguaci da tutto il mondo a Tongi, vicino a Dhaka, in Bangladesh, e spesso supera le 3 milioni di persone ed è considerato il secondo raduno annuale islamico più grande del mondo dopo l'Hajj. Il secondo raduno più grande della Jamaat Tabligh avviene a Raiwind, in Pakistan, dove hanno partecipato circa 1.5 milioni di persone nel 2004.

## Ruolo delle donne
Le donne sono state incoraggiate a partecipare fin dall'inizio del movimento. Alcuni studiosi hanno obiettato sulla partecipazione delle donne, ma Muhammad Ilyas ha lentamente guadagnato il loro sostegno e la prima Jamaat delle donne si è costituita a Nizamuddin, Delhi.